# Otto Babiasch
Otto Babiasch (* 21. März 1937 in Baineț, Kreis Suceava, Rumänien) ist ein ehemaliger deutscher Boxer und Teilnehmer der Olympischen Sommerspiele 1964.

## Boxkarriere
Otto Babiasch wurde 1956, 1961, 1963 und 1964 jeweils DDR-Meister im Fliegengewicht, gewann 1957 eine Bronzemedaille bei den Weltfestspielen der Jugend und Studenten in Moskau, sowie 1961 eine Bronzemedaille im Fliegengewicht bei der Europameisterschaft in Belgrad. Bei der Europameisterschaft 1963 in Moskau schied er im Viertelfinale aus.
1964 gewann er mit einem Finalsieg gegen den späteren Europameister Hans Freistadt die nationale Olympiaqualifikation und startete bei den Olympischen Sommerspielen 1964 in Tokio. Dort siegte er in der Vorrunde gegen den Japaner Shuta Yoshino, ehe er im Viertelfinale gegen den US-Amerikaner Robert Carmody ausschied.